# تپه جن
تپه جن تپه‌ای باستانی مربوط به هزاره اول پیش از میلاد است که در شهرستان کاشمر، روبروی امامزاده سید محمد واقع شده است. این اثر در تاریخ ۲۲ مرداد ۱۳۸۴ با شمارهٔ ثبت ۱۳۳۰۵ به‌عنوان یکی از آثار ملی ایران به ثبت رسیده است. در حوالی این تپه باستانی، و حتی روی آن فعالیت‌های صنعتی زیادی صورت گرفته که موجب تخریب گسترده این محوطه تاریخی شده به‌طوری که از این تپه تاریخی چیز زیادی باقی نمانده است.

## نگارخانه

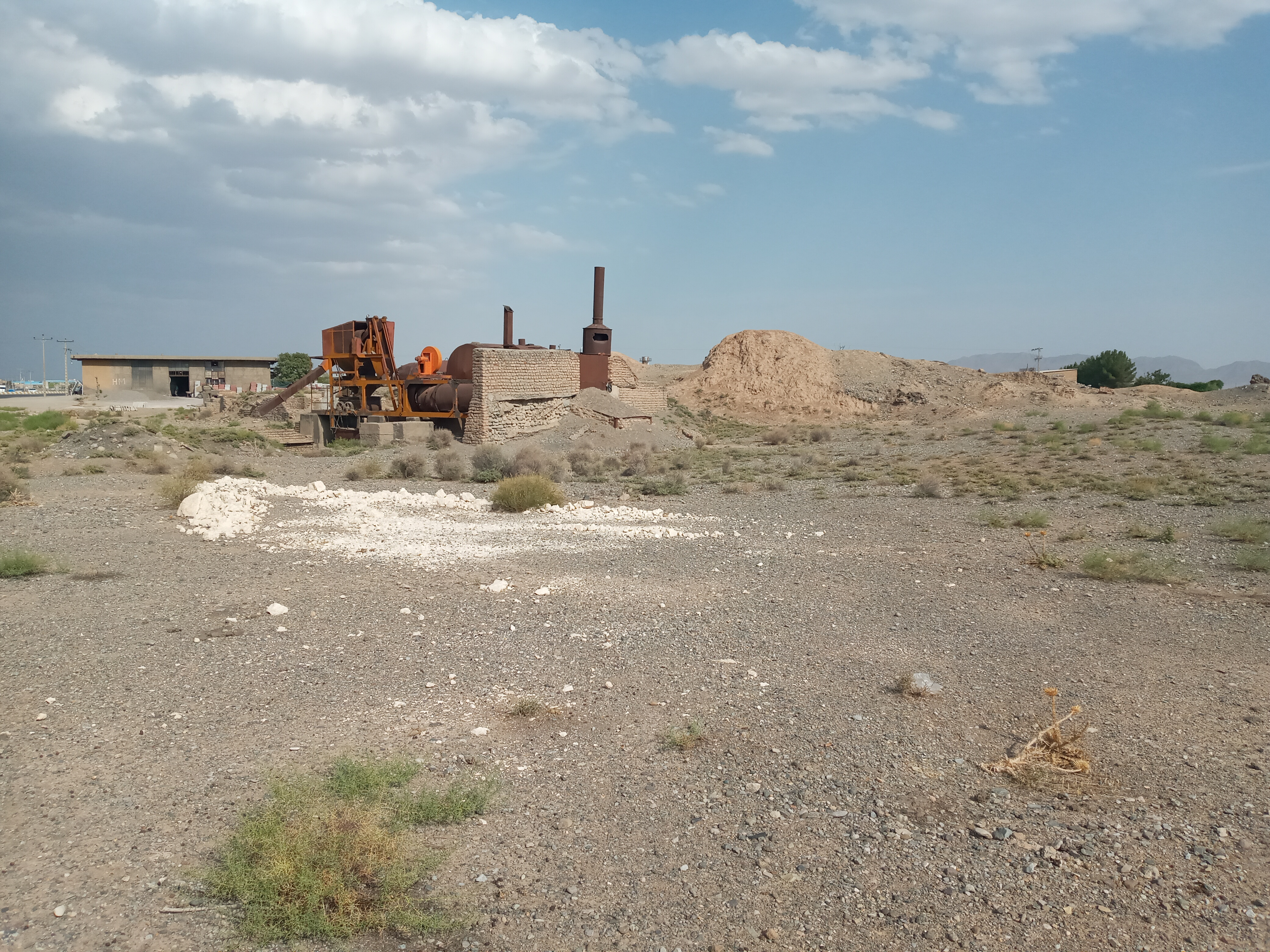
دورنمای تپه جن
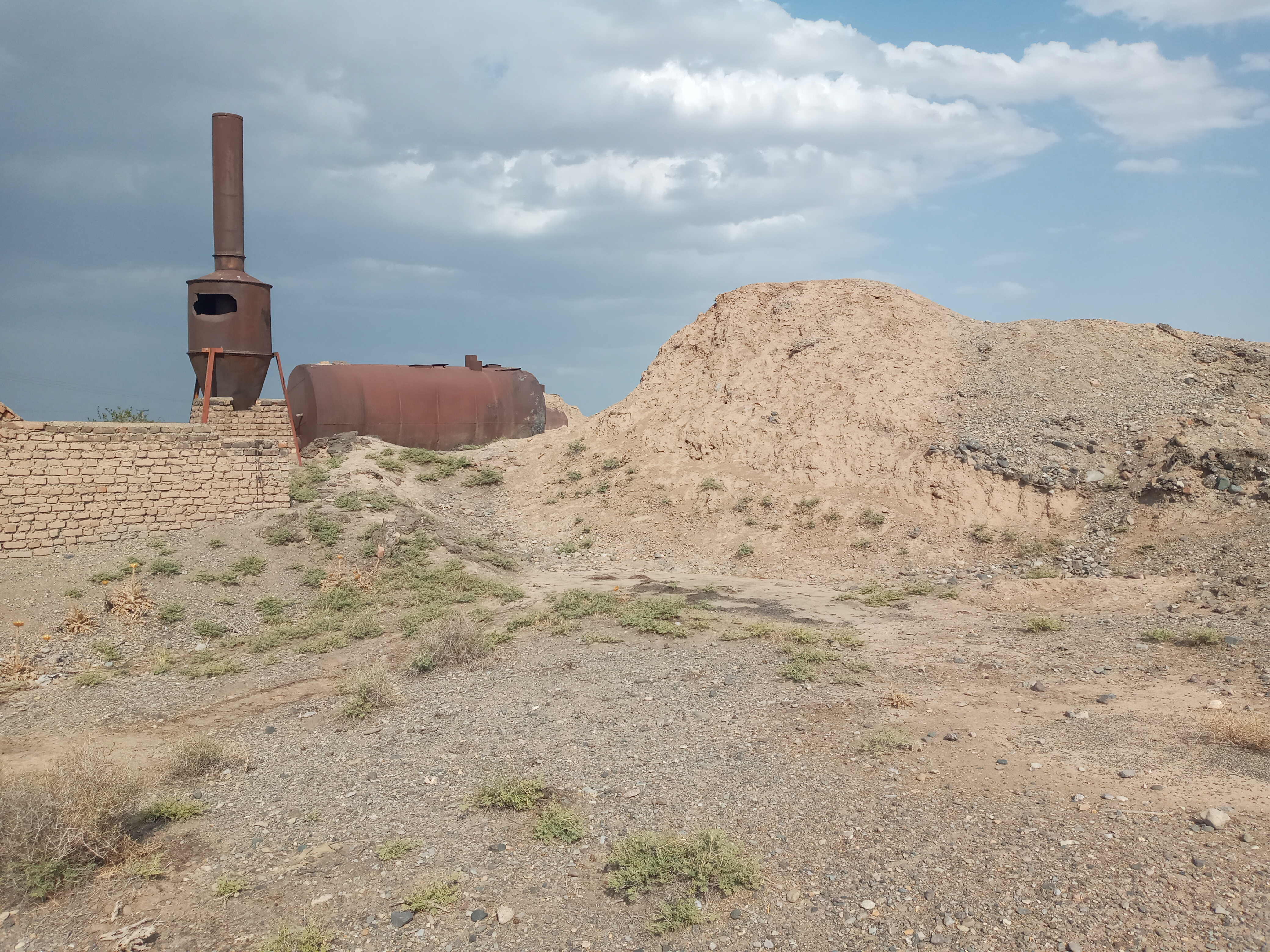
دورنمای تپه جن
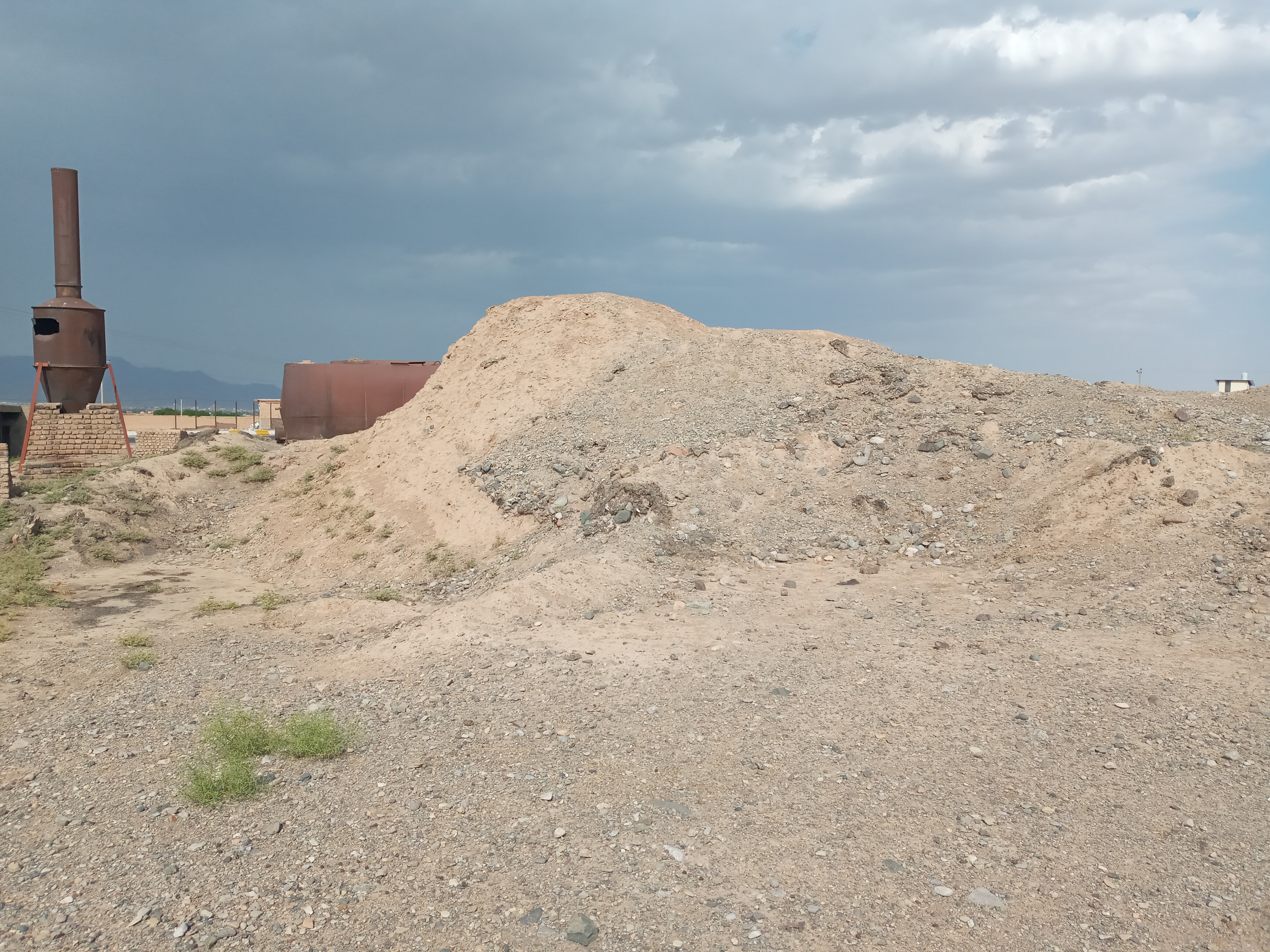
دورنمای تپه جن
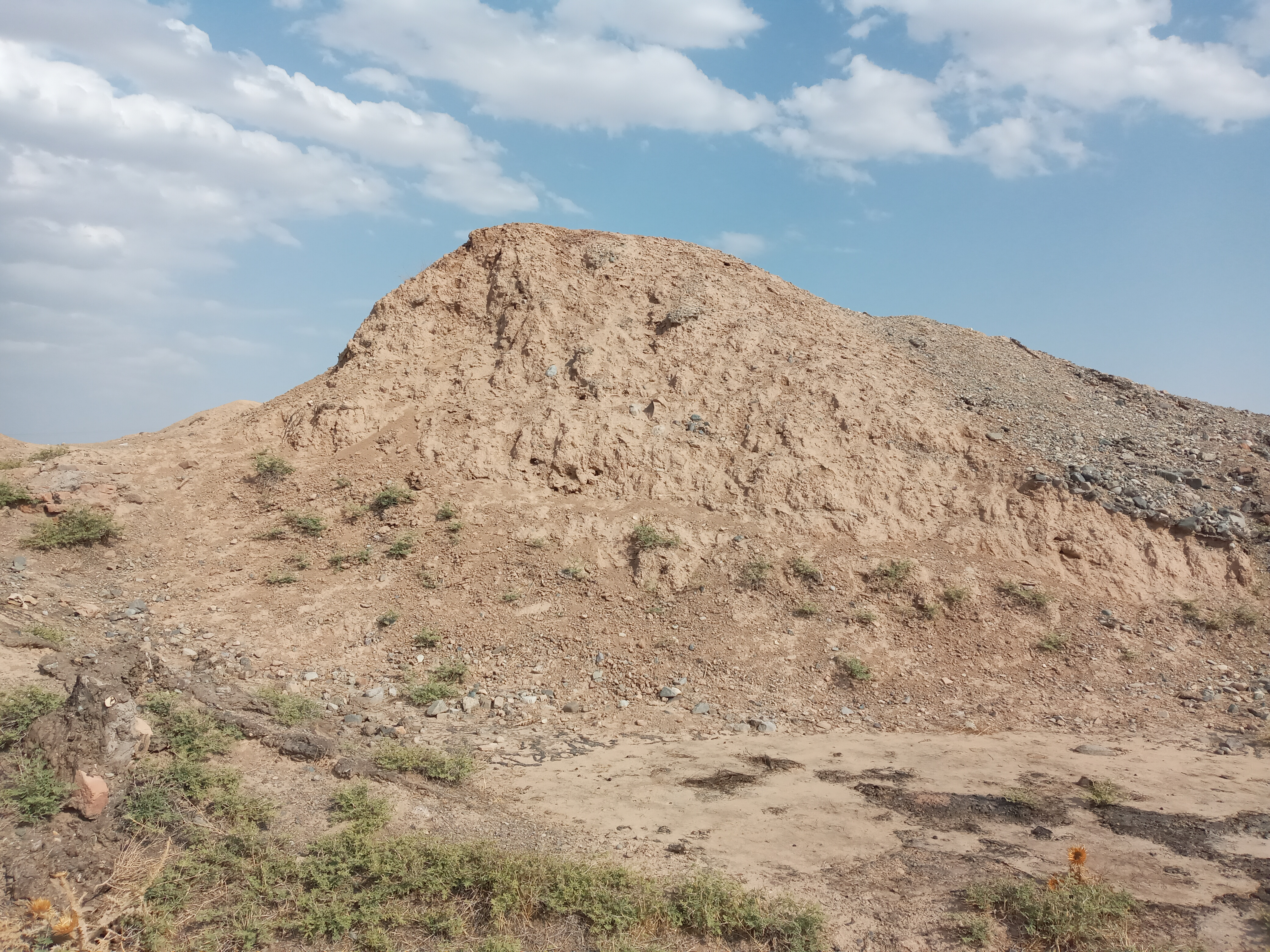
نمایی از تپه جن
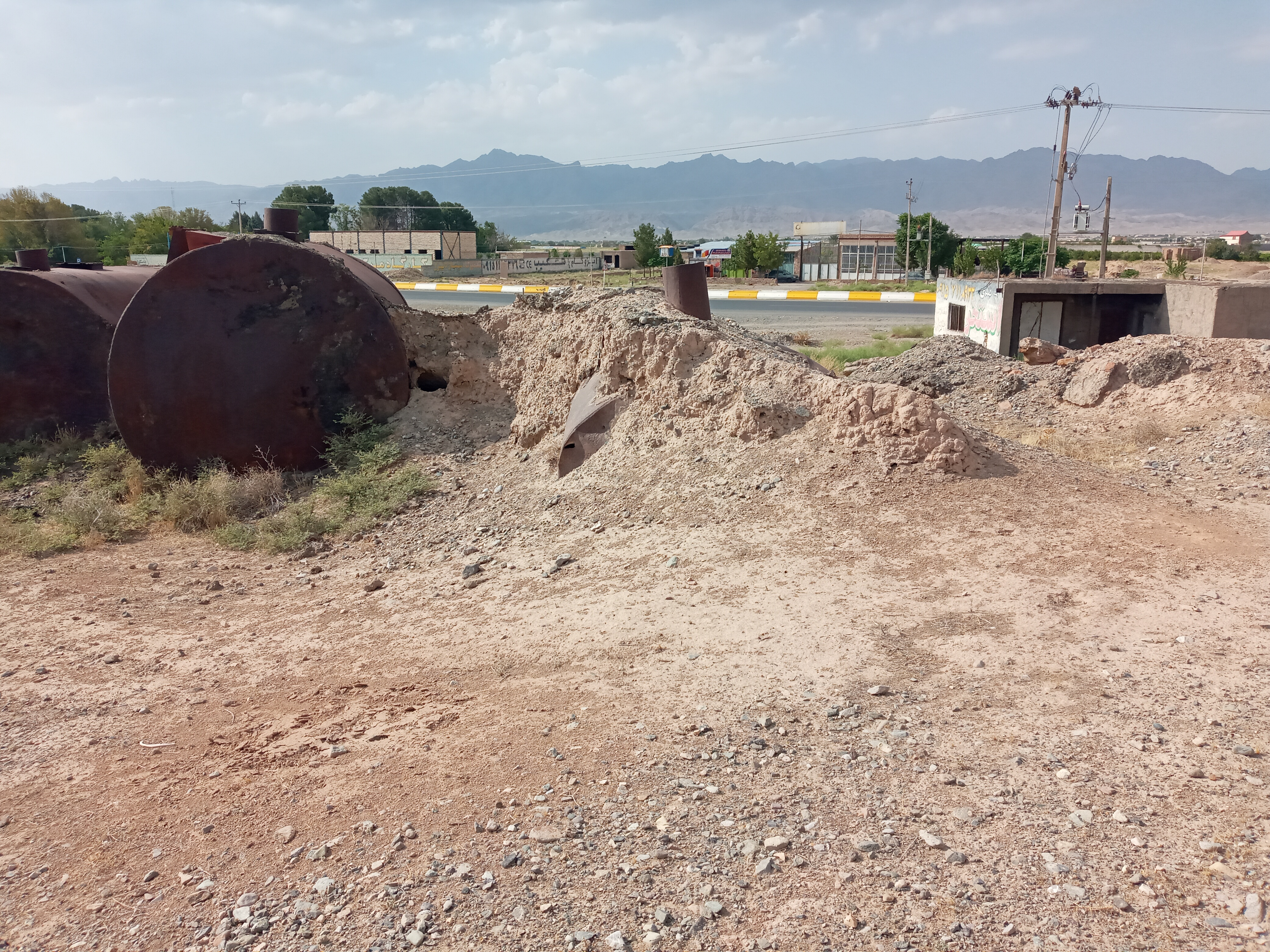
نمایی از تپه جن
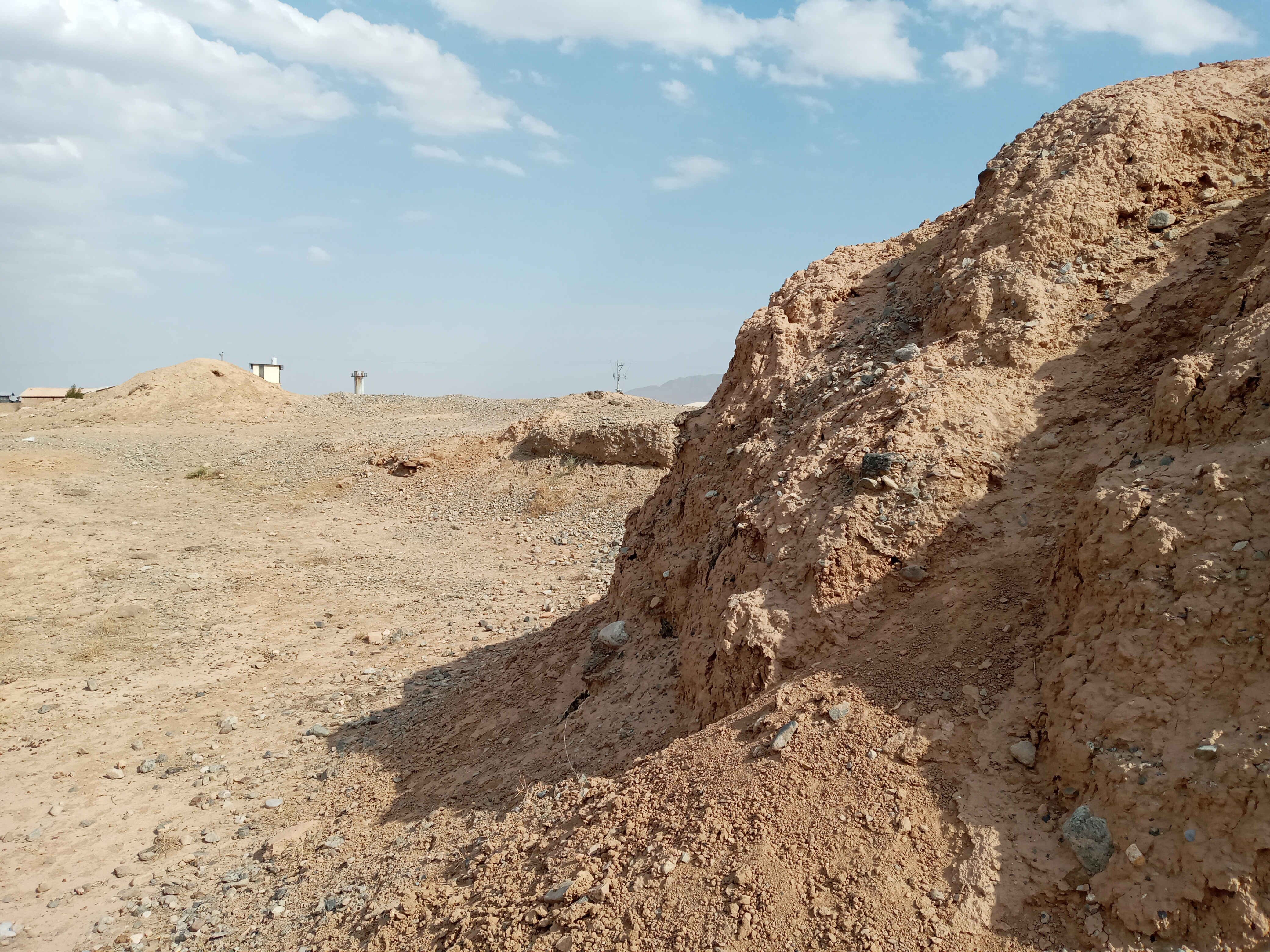
نمایی از تپه جن
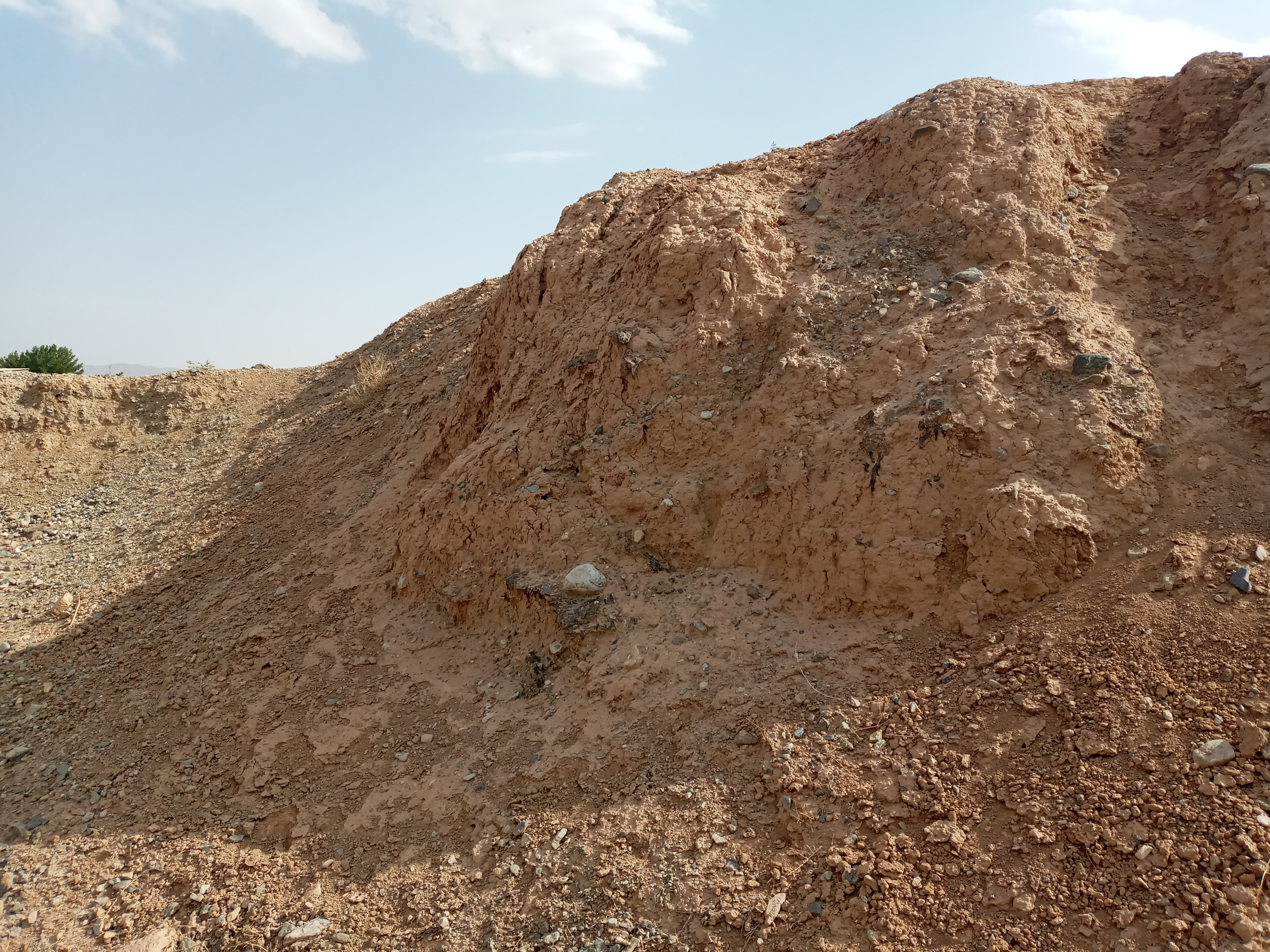
نمایی از تپه جن
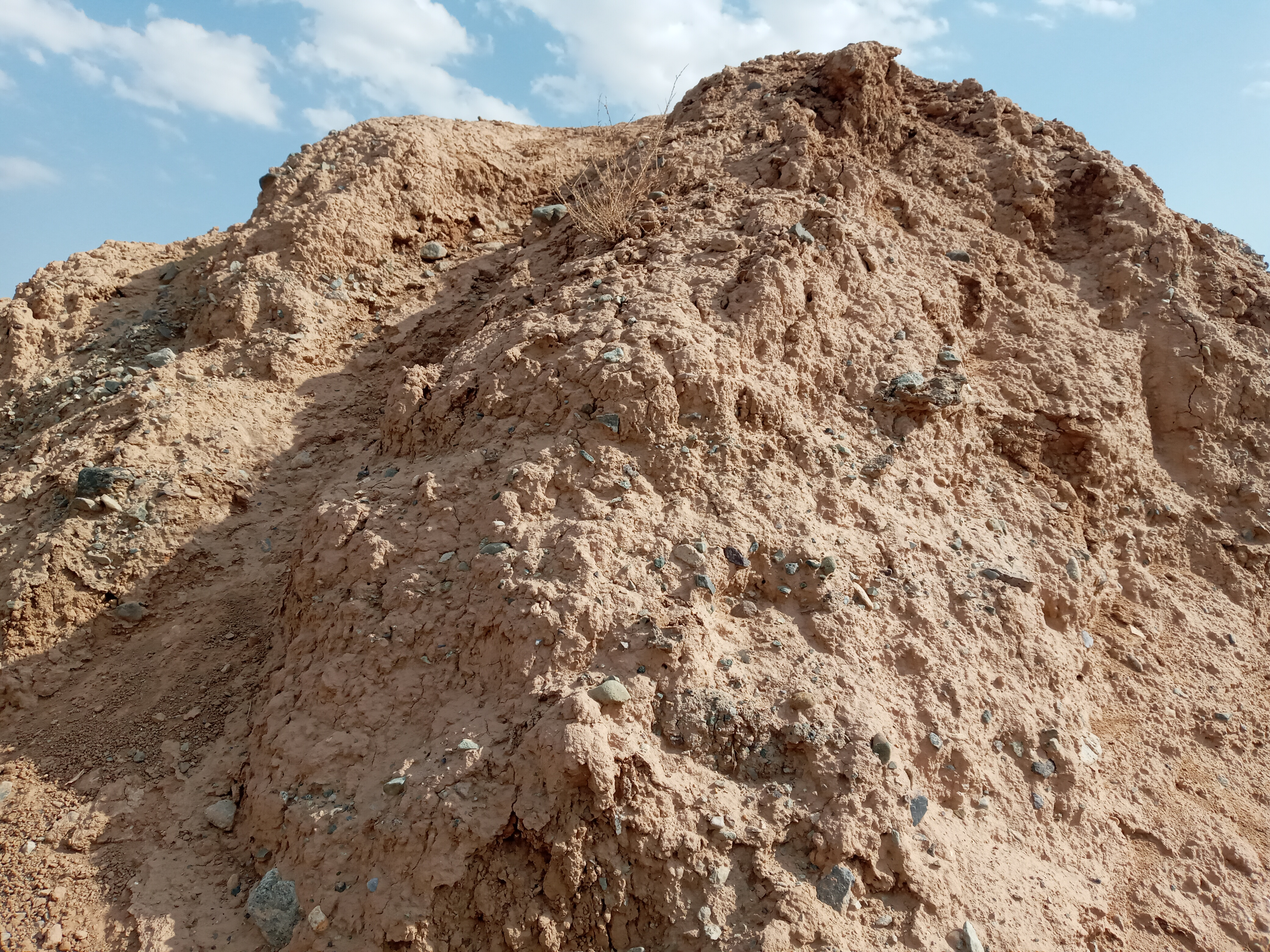
نمایی از تپه جن